# IV Liceum Ogólnokształcące im. Stefana Żeromskiego we Wrocławiu
IV Liceum Ogólnokształcące im. Stefana Żeromskiego we Wrocławiu – publiczne liceum ogólnokształcące we Wrocławiu.

## Historia
Szkoła przy ul. Stacha Świstackiego 12 powstała w roku 1948, w budynku przedwojennej szkoły żeńskiej, którego projekt wykonali Hermann Froböse i Julius Nathansohn, elewację zaprojektował twórca Hali Stulecia - Max Berg, a opracował Fritz Behrendt. Budynek powstał w 1909–1910.
W 1948 zorganizowano trzy klasy: humanistyczną, przyrodniczą  i matematyczno-fizyczną. W późniejszych latach IV LO specjalizowało się w profilu humanistycznym (m.in. była tam specjalizacja humanistyczna z greką i łaciną). W związku z tym wystawiane są sztuki teatralne (np. w 1994 roku wystawiono  spektakl pt. „Cienie wspomnień”, na podstawie „Rozmów w tańcu” Agnieszki Osieckiej, z udziałem poetki. Organizowane są spotkania z ludźmi kultury i nauki. Szkołę odwiedzili m.in. Stanisław Ryszard Dobrowolski, Stanisław Grochowiak, reżyser teatralny Helmut Kajzar, badacze polarni Norweg Lars Fasting i Stanisław Baranowski. W pierwszych dwudziestu latach działały szkolne sekcje sportowe, zwłaszcza szermiercza i bokserska, czego efektem była obecność wśród uczniów kilku członków kadry narodowej, w tym późniejszego medalisty olimpijskiego Marka Kuszewskiego. 
Szkoła ma bogatą tradycję działalności turystycznej. Każdego września odbywa się integracyjny Złaz Klas Pierwszych. Latem odbywają się obozy letnie w polskich, słowackich lub czeskich górach. Do tradycji należą też wyjazdy na zimowiska i udział w zawodach narciarskich.
Uczniowie liceum uczestniczą w targach edukacyjnych TARED, w 1997 szkoła zdobyła w nich pierwszą nagrodę.

## Uczniowie i absolwenci
- Cezary Gmyz – dziennikarz[2][3]
- Gabriel Leon Kamiński – poeta, dziennikarz[4]
- Andrzej Konarski (ur. 1938) – urbanista, popularyzator Wrocławia[5]
- Marek Kuszewski – medalista olimpijski w szabli[6]
- Zbigniew Lesień – aktor, reżyser[7]
- Jerzy Wojciechowski – mistrz świata juniorów w szpadzie[5]
- Przemysław Wojcieszek – reżyser filmowy i teatralny, scenarzysta[8]
- Maciej Zieliński – koszykarz, poseł na Sejm VII kadencji[9]
- Lesław Żurek – aktor[10]